# Tonica (muziek)
In de muziek is de tonica de melodische functie van een melodie, de finalis of tonica (grondtoon) van een toonaard. De tonica kan ook de harmonische functie zijn van het akkoord op de grondtoon van een toonladder, toonaard.
In tonale muziek is qua harmonie de tonica meestal het eerste en het laatste  akkoord van een compositie (zie cadens). 
Vaak is de tonica een beginnoot, maar nauwkeuriger om te zeggen is dat het de belangrijkste (gewichtigste) toon is in een stuk, het hoeft niet de beginnoot te zijn. De eerste toon van een toonladder heet wel altijd de tonica.
Tonica is ook een benaming voor een akkoord dat "rust" uitstraalt (zie ook subdominant en dominant; deze akkoorden bevatten respectievelijk een beetje en veel spanning). Het tonica-akkoord heeft een tonicafunctie, maar ook de derde trap (III) heeft deze, wanneer een ander akkoord met tonica-functie deze derde trap voorafgaat. Het derde grondakkoord met tonicafunctie is de zesde trap (VI). Het is een uitbreiding van de eerste trap, maar het wordt ook vaak zelfstandig gebruikt, of als einde van de bedrieglijke cadens.
De term tonica is ontleend aan het Griekse tonikós, wat betekent 'met betrekking tot de spanning, de toon'.